# Open Barletta 2022 - Doppio
Marco Bortolotti e Cristian Rodríguez erano i detentori del titolo ma hanno deciso di non partecipare.
In finale Evgenij Karlovskij e Evgenii Tiurnev hanno sconfitto Ben McLachlan e Szymon Walków con il punteggio di 6-3, 6-4.

## Teste di serie
1. Ben McLachlan /  Szymon Walków (finale)
2. Sadio Doumbia /  Fabien Reboul (semifinale)

1. Roman Jebavý /  Zdeněk Kolář (semifinale)
2. Ruben Gonzales /  Christopher Rungkat (primo turno)

## Wildcard
1. Stefano Napolitano /  Luca Nardi (quarti di finale)

1. Franco Agamenone /  Andrea Pellegrino (primo turno)

## Tabellone

### Legenda
| - Q = Qualificato - WC = Wild card - LL = Lucky loser | - ALT = Alternate - SE = Special Exempt - PR = Protected Ranking | - w/o = Walkover - r = Ritirato - d = Squalificato |

|  | Primo turno | Primo turno                 | Primo turno               | Primo turno | Primo turno |  |  | Quarti di finale | Quarti di finale       | Quarti di finale       | Quarti di finale   | Quarti di finale   |    |    | Semifinali | Semifinali                  | Semifinali                  | Semifinali                         | Semifinali                         |   |   | Finale | Finale | Finale | Finale | Finale |  |
|  |             |                             |                           |             |             |  |  |                  |                        |                        |                    |                    |    |    |            |                             |                             |                                    |                                    |   |   |        |        |        |        |        |  |
|  | 1           | B McLachlan S Walków        | B McLachlan S Walków      | 6           | 6           |  |  |                  |                        |                        |                    |                    |    |    |            |                             |                             |                                    |                                    |   |   |        |        |        |        |        |  |
|  |             | G Blancaneaux C Lestienne   | G Blancaneaux C Lestienne | 2           | 2           |  |  | 1                | B McLachlan S Walków   | 6                      | 3                  | [10]               |    |    |            |                             |                             |                                    |                                    |   |   |        |        |        |        |        |  |
|  |             | F Forti G Zeppieri          | 2                         | 7           | [8]         |  |  | WC               | S Napolitano L Nardi   | 3                      | 6                  | [4]                |    |    |            |                             |                             |                                    |                                    |   |   |        |        |        |        |        |  |
|  | WC          | S Napolitano L Nardi        | 6                         | 5           | [10]        |  |  |                  |                        |                        |                    |                    |    |    | 1          | B McLachlan S Walków        | B McLachlan S Walków        | 6                                  | 6                                  |   |   |        |        |        |        |        |  |
|  | 3           | R Jebavý Z Kolář            | 6                         | 1           | [11]        |  |  |                  |                        | 3                      | R Jebavý Z Kolář   | R Jebavý Z Kolář   | 2  | 4  |            |                             |                             |                                    |                                    |   |   |        |        |        |        |        |  |
|  | WC          | F Agamenone A Pellegrino    | 2                         | 6           | [9]         |  |  | 3                | R Jebavý Z Kolář       | 6                      | 3                  | [10]               |    |    |            |                             |                             |                                    |                                    |   |   |        |        |        |        |        |  |
|  |             | M Arnaldi F Passaro         | 4                         | 6           | [10]        |  |  |                  | M Arnaldi F Passaro    | 4                      | 6                  | [5]                |    |    |            |                             |                             |                                    |                                    |   |   |        |        |        |        |        |  |
|  |             | M Kalovelonis P Matuszewski | 6                         | 2           | [6]         |  |  |                  |                        |                        |                    |                    |    |    | 1          | Ben McLachlan Szymon Walków | Ben McLachlan Szymon Walków | 3                                  | 4                                  |   |   |        |        |        |        |        |  |
|  | Alt         | B Bobrov A Ševčenko         | 2                         | 6           | [6]         |  |  |                  |                        |                        |                    |                    |    |    |            |                             |                             | Evgenij Karlovskij Evgenii Tiurnev | Evgenij Karlovskij Evgenii Tiurnev | 6 | 6 |        |        |        |        |        |  |
|  |             | E Karlovskij E Tiurnev      | 6                         | 4           | [10]        |  |  |                  | E Karlovskij E Tiurnev | E Karlovskij E Tiurnev | 6                  | 6                  |    |    |            |                             |                             |                                    |                                    |   |   |        |        |        |        |        |  |
|  |             | K Drzewiecki K Żuk          | 7                         | 2           | [10]        |  |  |                  | K Drzewiecki K Żuk     | K Drzewiecki K Żuk     | 3                  | 4                  |    |    |            |                             |                             |                                    |                                    |   |   |        |        |        |        |        |  |
|  | 4           | R Gonzales C Rungkat        | 65                        | 6           | [8]         |  |  |                  |                        |                        |                    |                    |    |    |            | E Karlovskij E Tiurnev      | E Karlovskij E Tiurnev      | 7                                  | 7                                  |   |   |        |        |        |        |        |  |
|  |             | L Margaroli J Rodionov      | L Margaroli J Rodionov    | 6           | 6           |  |  |                  |                        | 2                      | S Doumbia F Reboul | S Doumbia F Reboul | 65 | 64 |            |                             |                             |                                    |                                    |   |   |        |        |        |        |        |  |
|  |             | H Jebens N Schell           | H Jebens N Schell         | 3           | 1           |  |  |                  | L Margaroli J Rodionov | 3                      | 7                  | [8]                |    |    |            |                             |                             |                                    |                                    |   |   |        |        |        |        |        |  |
|  |             | E Couacaud G Simon          | E Couacaud G Simon        | 5           | 3           |  |  | 2                | S Doumbia F Reboul     | 6                      | 64                 | [10]               |    |    |            |                             |                             |                                    |                                    |   |   |        |        |        |        |        |  |
|  | 2           | S Doumbia F Reboul          | S Doumbia F Reboul        | 7           | 6           |  |  |                  |                        |                        |                    |                    |    |    |            |                             |                             |                                    |                                    |   |   |        |        |        |        |        |  |